# Liste des albums musicaux les plus vendus
Vous lisez un « article de qualité » labellisé en 2015.

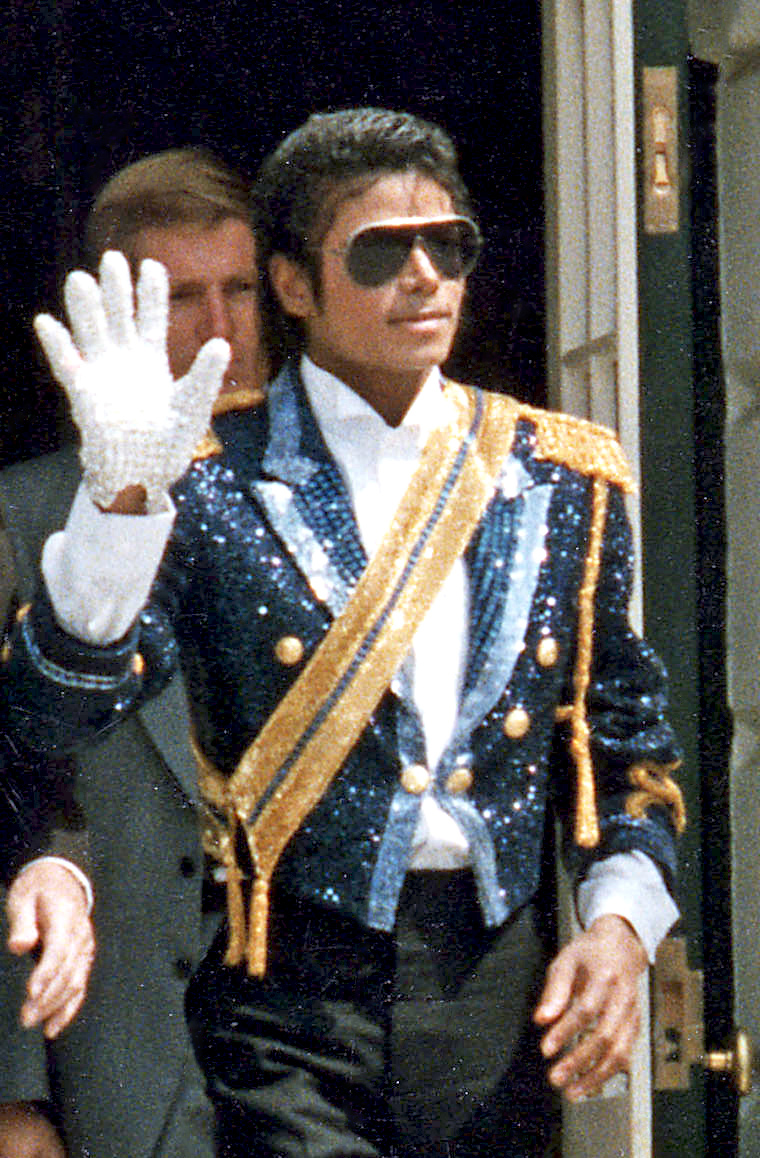
Michael Jackson en 1984. Les ventes de son album Thriller, sorti en 1982, ont été estimées à 70 millions d'exemplaires, ce qui en fait l'album le plus vendu de tous les temps.

Cet article présente une liste des albums musicaux les plus vendus dans le monde. Elle inclut tous les types d'albums (albums studio et live, compilations et bandes originales de film) dont les ventes ont été estimées à au moins 20 millions d'exemplaires. Ces albums sont classés selon leurs ventes estimées, avec les albums les plus vendus en haut de la liste. Les albums pour lesquels les ventes estimées sont les mêmes sont classés selon leur artiste, par ordre alphabétique.
Les chiffres de vente exacts des albums sont très difficiles à estimer et les sources se contredisent souvent à leur sujet. Les maisons de disques ont par ailleurs tendance à exagérer les chiffres de vente, généralement dans un but commercial,,. Ceux cités dans la liste ci-dessous sont accompagnés d'une ou de plusieurs sources, spécialisées ou non dans le domaine musical. Cependant, ces chiffres ne peuvent pas être considérés comme « officiels » et sont donc à prendre avec du recul.

## Parmi les albums les plus vendus
Sorti en novembre 1982, Thriller de Michael Jackson est l'album le plus vendu de tous les temps, avec des ventes estimées à 70 millions d'exemplaires dans le monde,,. Il est suivi de Back in Black d'AC/DC, dont les ventes ont été estimées à plus de 50 millions d'exemplaires,,, puis de The Dark Side of the Moon de Pink Floyd, qui s'est quant à lui vendu entre 45 et 50 millions d'exemplaires selon les sources,,.
Parmi les autres albums vendus à plus de 40 millions d'exemplaires figurent deux bandes originales de film et une compilation. La bande originale du film Bodyguard (1992) s'est écoulée à 44 ou 45 millions de copies selon les sources,,. Elle inclut plusieurs chansons de Whitney Houston, dont une reprise de Dolly Parton intitulée I Will Always Love You, qui se vendra à plus de 20 millions de copies dans le monde,. Quinze ans auparavant était sortie la bande originale de La Fièvre du samedi soir. Composée par les Bee Gees, ses ventes estimées à 40 millions d'albums ont permis de populariser le disco, ainsi que de lancer la carrière de John Travolta,,. L'année précédente, les Eagles avaient sorti leur première compilation, Their Greatest Hits (1971–1975). Vendu à 42 millions d'exemplaires depuis sa parution, l'album est le premier à avoir été certifié disque de platine (un million d'exemplaires vendus) par la Recording Industry Association of America (RIAA),,. En janvier 2006, il est certifié 29 fois disque de platine. Thriller se voit attribuer cette même certification en août 2009, puis est certifié 30 fois disque de platine le 16 décembre 2015, ce qui représente alors la certification la plus élevée délivrée à un album par l'association. Le 1er février 2016, l'album est certifié 32 fois disque de platine,. Avec 40 millions d'exemplaires vendus, Come On Over de Shania Twain est devenu l'album le plus vendu dans la carrière d'une chanteuse solo. Parmi les autres albums de la liste, le seul à avoir été enregistré en live est Unplugged d'Eric Clapton, vendu à 20 millions d'exemplaires.
Michael Jackson est l'artiste avec le plus d'albums inclus dans la liste, avec un total de cinq : Off the Wall (1979), Thriller (1982), Bad (1987), Dangerous (1991) et HIStory: Past, Present and Future – Book I (1995). Il est suivi de Madonna et de Céline Dion, avec quatre albums chacune, puis des Beatles et des Backstreet Boys, avec chacun trois. L'album le plus ancien de la liste est Elvis' Christmas Album d'Elvis Presley, sorti en 1957 et dont les ventes sont estimées à près de 20 millions d'exemplaires. 25 d'Adele est quant à lui l'album le plus récent : il s'est écoulé à 20 millions de copies depuis sa sortie en 2015.

## Plus de40 millionsd'exemplaires vendus

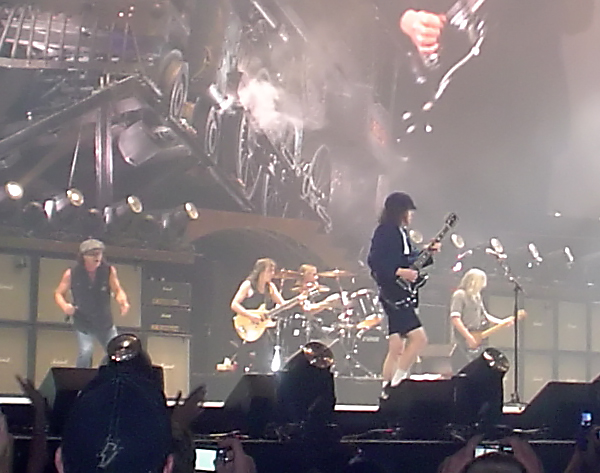
Avec des ventes estimées à plus de 50 millions d'exemplaires, Back in Black d'AC/DC est l'album de rock le plus vendu de tous les temps[8].
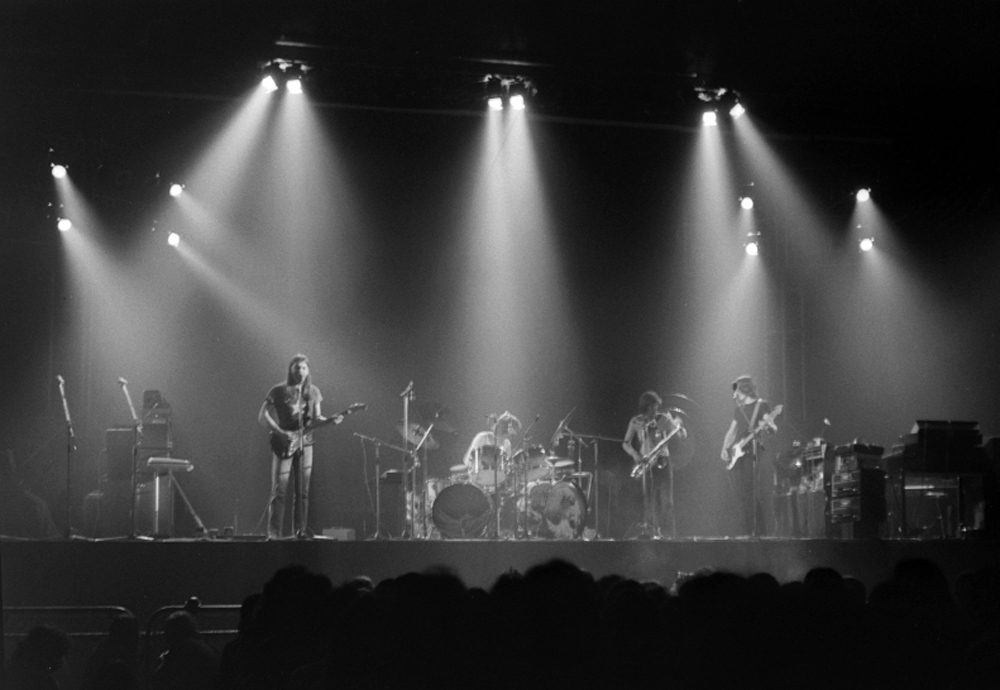
The Dark Side of the Moon de Pink Floyd est resté plus de 500 semaines dans le UK Albums Chart et plus de 900 semaines dans le Billboard 200[33],[34].
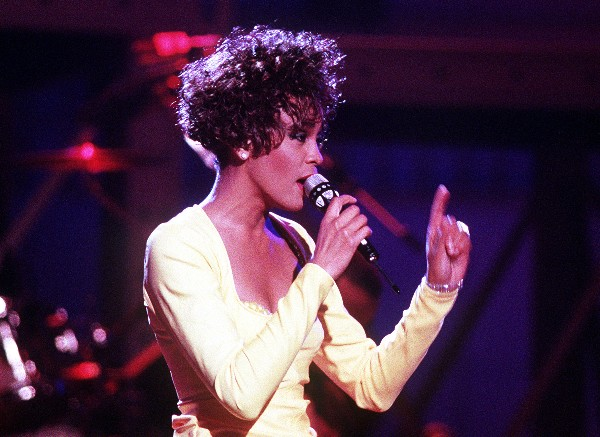
La bande originale de Bodyguard, sur laquelle figurent plusieurs chansons de Whitney Houston, est la plus vendue au monde[35].
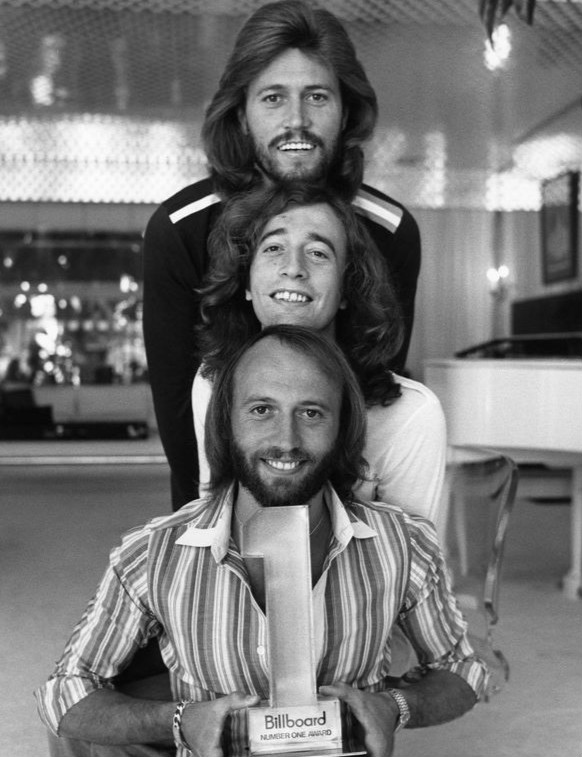
Avant Bodyguard, le record de la bande originale la plus vendue était détenu par La Fièvre du samedi soir, composée par les Bee Gees[35].
Their Greatest Hits (1971–1975) des Eagles est devenue la compilation la plus vendue au monde[36].
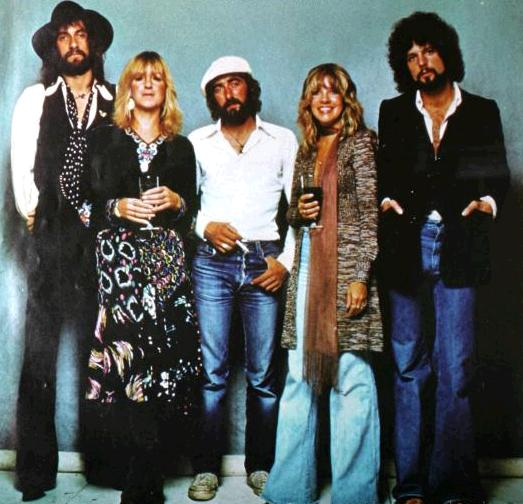
Fleetwood Mac au moment de la sortie de Rumours, en 1977. L'album s'est depuis vendu à plus 40 millions d'exemplaires[37],[38].

| Artiste                           | Album                           | Année | Ventes (en millions) | Type d'album    |
| --------------------------------- | ------------------------------- | ----- | -------------------- | --------------- |
| Michael Jackson                   | Thriller                        | 1982  | 70,                  | Album studio    |
| AC/DC                             | Back in Black                   | 1980  | 50,                  | Album studio    |
| Pink Floyd                        | The Dark Side of the Moon       | 1973  | 45 à 50,             | Album studio    |
| Whitney Houston / Artistes divers | The Bodyguard                   | 1992  | 44 à 45,             | Bande originale |
| Meat Loaf                         | Bat Out of Hell                 | 1977  | 43,                  | Album studio    |
| Eagles                            | Their Greatest Hits (1971–1975) | 1976  | 42,                  | Compilation     |
| Bee Gees / Artistes divers        | Saturday Night Fever            | 1977  | 40,                  | Bande originale |
| Fleetwood Mac                     | Rumours                         | 1977  | 40,                  | Album studio    |
| Shania Twain                      | Come On Over                    | 1997  | 40,                  | Album studio    |

## Plus de30 millionsd'exemplaires vendus

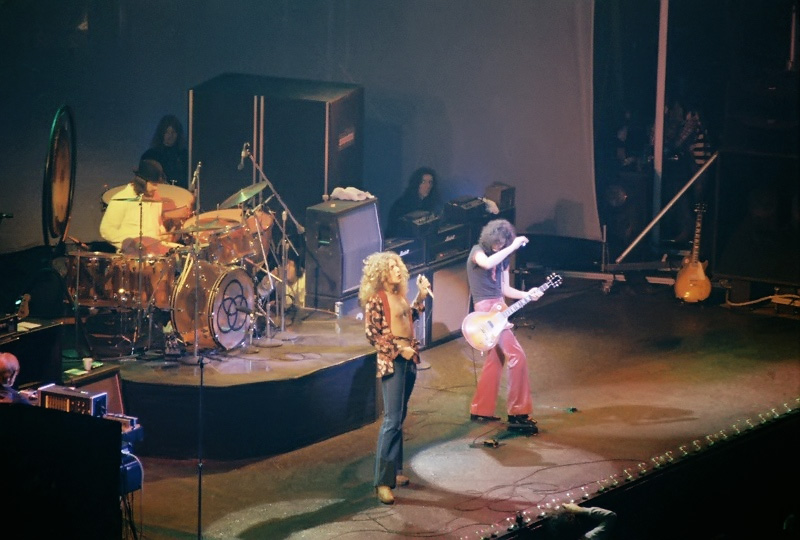
Led Zeppelin IV a été certifié 23 fois disque de platine aux États-Unis et s'est vendu à 37 millions d'exemplaires dans le monde, ce qui représente le plus gros succès de la carrière de Led Zeppelin[25],[43].
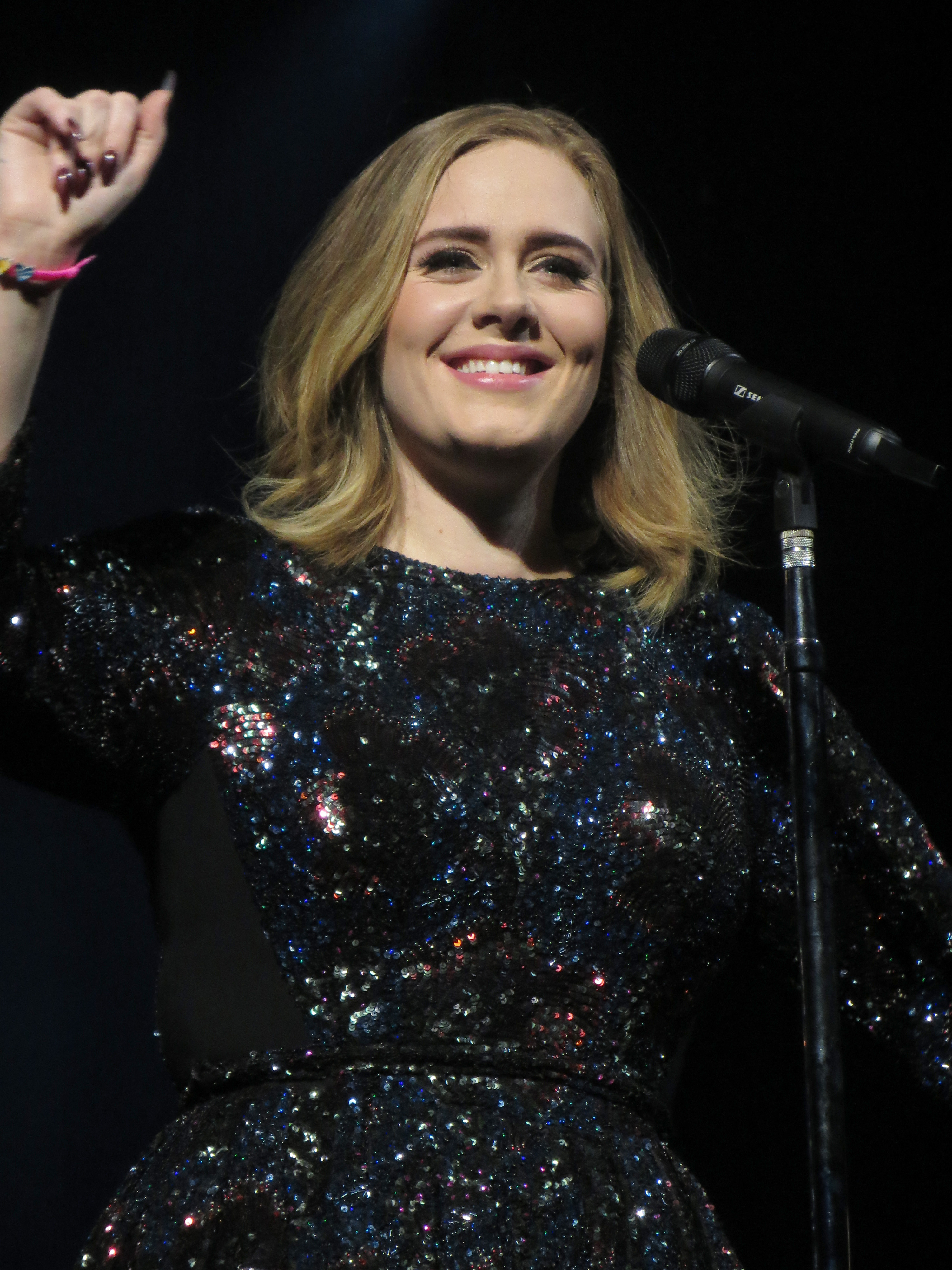
Depuis sa sortie en 2011, 21 d'Adele s'est vendu à 35 millions d'exemplaires[44],[45].
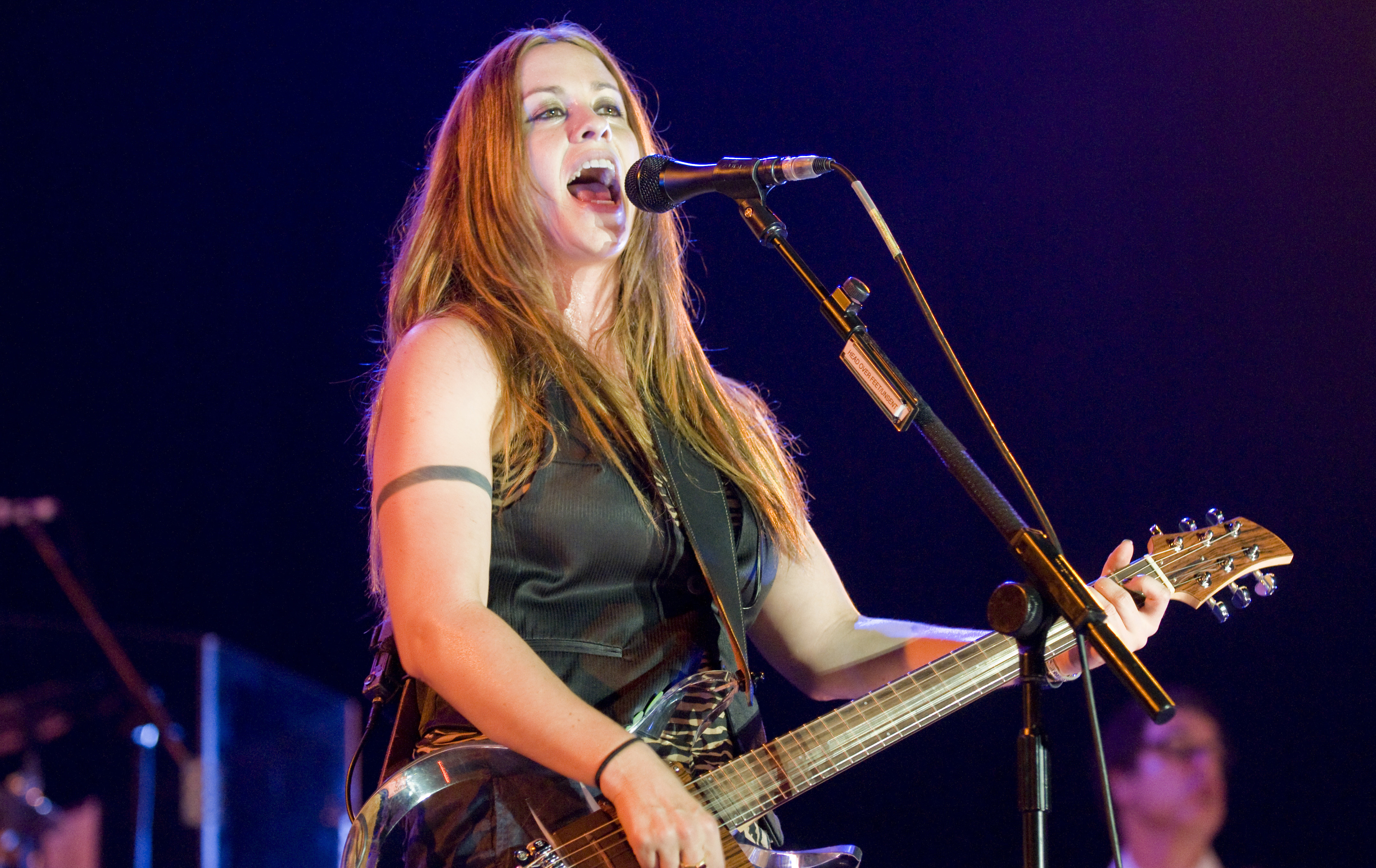
Le succès de Jagged Little Pill et de ses six singles ont élevé Alanis Morissette au rang de star[46],[47].
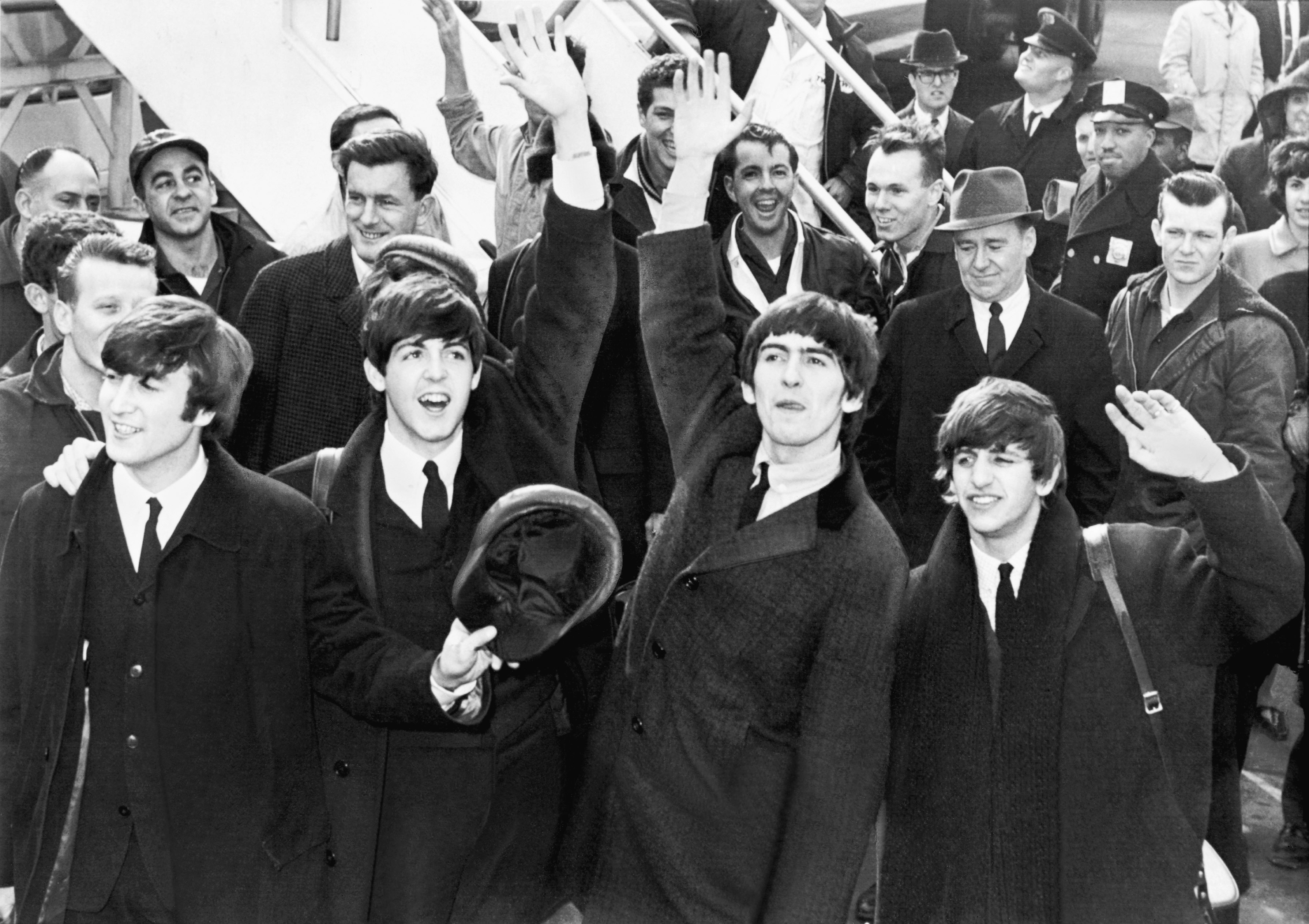
Trois albums des Beatles se sont vendus à au moins 30 millions d'exemplaires : Sgt. Pepper's Lonely Hearts Club Band (1967)[48],[49], Abbey Road (1969)[50] et 1 (2000)[51],[52],[53].
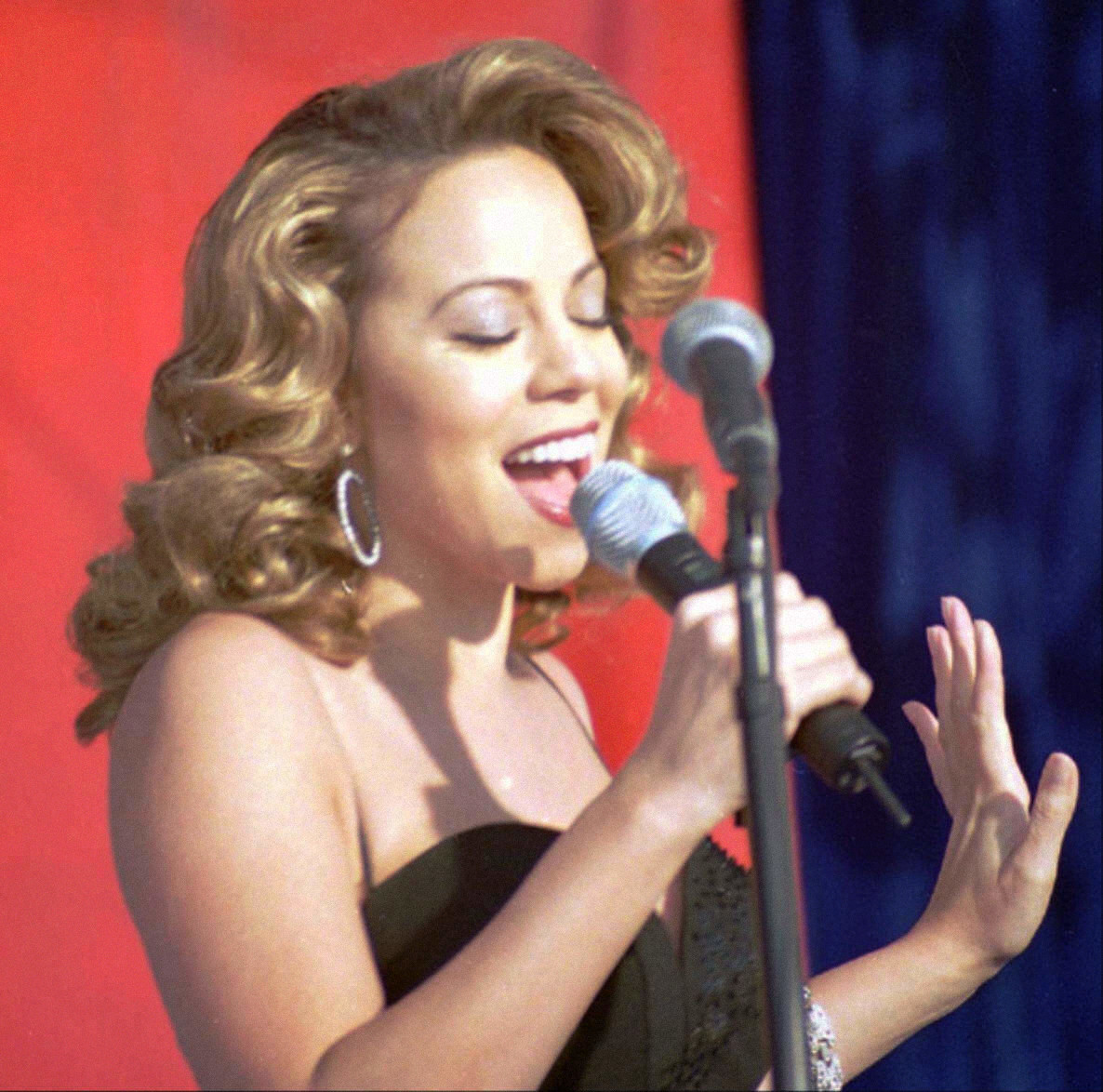
Music Box est le deuxième album le plus vendu de Mariah Carey aux États-Unis, et son premier au niveau mondial[54],[55].
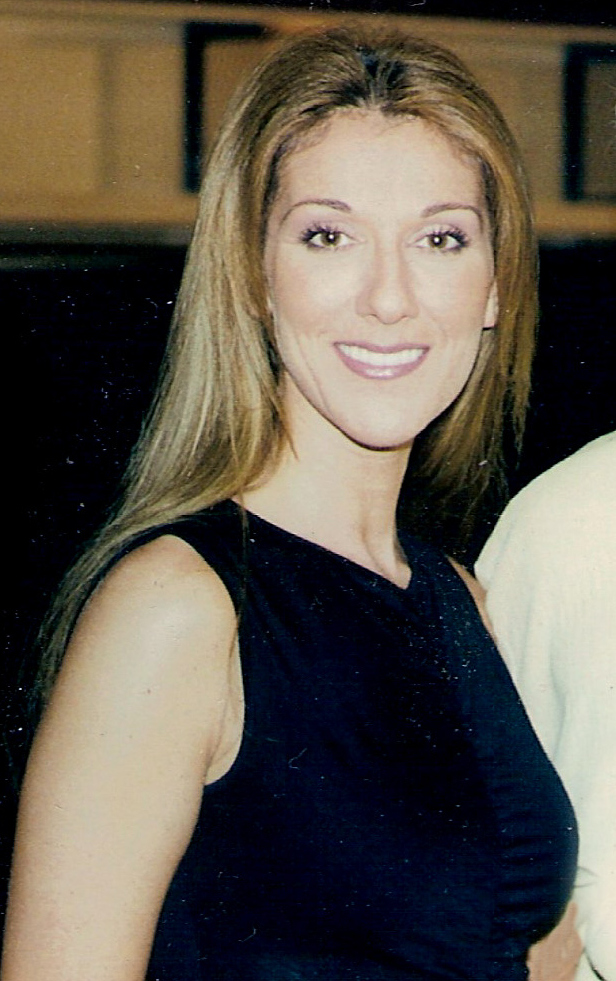
Deux albums de Céline Dion se sont vendus à plus de 30 millions d'exemplaires : Falling into You (1996) et Let's Talk About Love (1997).

| Artiste           | Album                                 | Année | Ventes (en millions) | Type d'album    |
| ----------------- | ------------------------------------- | ----- | -------------------- | --------------- |
| Led Zeppelin      | Led Zeppelin IV                       | 1971  | 37,                  | Album studio    |
| Adele             | 21                                    | 2011  | 35,                  | Album studio    |
| Alanis Morissette | Jagged Little Pill                    | 1995  | 33,                  | Album studio    |
| The Beatles       | Sgt. Pepper's Lonely Hearts Club Band | 1967  | 32,                  | Album studio    |
| Mariah Carey      | Music Box                             | 1993  | 32,                  | Album studio    |
| Céline Dion       | Falling into You                      | 1996  | 32,                  | Album studio    |
| Eagles            | Hotel California                      | 1976  | 32,                  | Album studio    |
| Artistes divers   | Dirty Dancing                         | 1987  | 32,                  | Bande originale |
| The Beatles       | 1                                     | 2000  | 31 à 32,             | Compilation     |
| Céline Dion       | Let's Talk About Love                 | 1997  | 31,                  | Album studio    |
| Michael Jackson   | Bad                                   | 1987  | 30 à 45,             | Album studio    |
| Kenny Rogers      | The Gambler                           | 1978  | 30 à 35,             | Album studio    |
| Michael Jackson   | Dangerous                             | 1991  | 30 à 32,             | Album studio    |
| Elton John        | Goodbye Yellow Brick Road             | 1973  | 30 à 31,             | Album studio    |
| The Beatles       | Abbey Road                            | 1969  | 30                   | Album studio    |
| Dire Straits      | Brothers in Arms                      | 1985  | 30                   | Album studio    |
| Guns N' Roses     | Appetite for Destruction              | 1987  | 30,                  | Album studio    |
| James Horner      | Titanic                               | 1997  | 30                   | Bande originale |
| Madonna           | The Immaculate Collection             | 1990  | 30,                  | Compilation     |
| Metallica         | Black Album                           | 1991  | 30                   | Album studio    |
| Nirvana           | Nevermind                             | 1991  | 30,                  | Album studio    |
| Pink Floyd        | The Wall                              | 1979  | 30,                  | Album studio    |
| Bruce Springsteen | Born in the U.S.A.                    | 1984  | 30                   | Album studio    |

## Plus de25 millionsd'exemplaires vendus

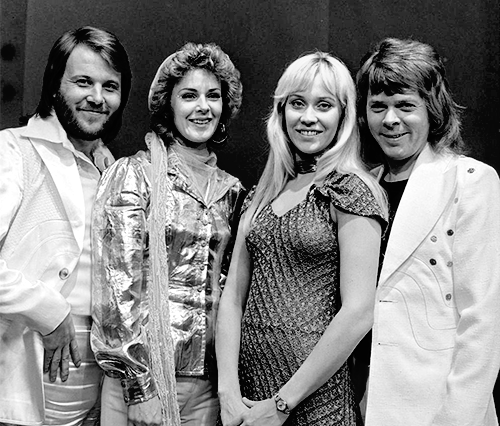
ABBA Gold - Greatest Hits, une compilation d'ABBA sortie en 1992, s'est vendue à 29 millions d'exemplaires à travers le monde[85],[86].
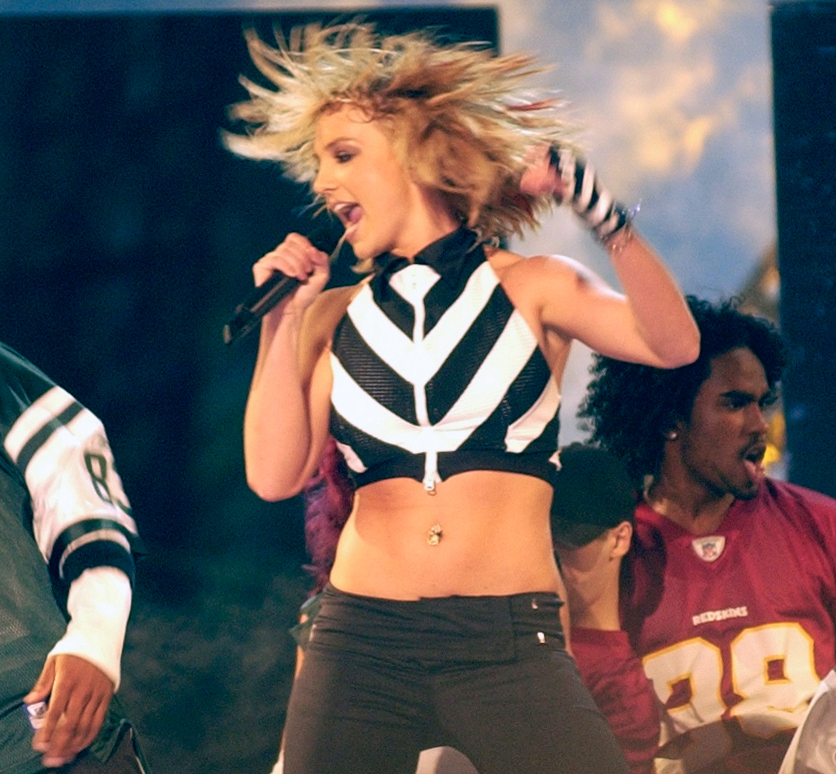
Paru en 1999, ...Baby One More Time de Britney Spears est devenu l'album le plus vendu par un artiste solo adolescent[87].
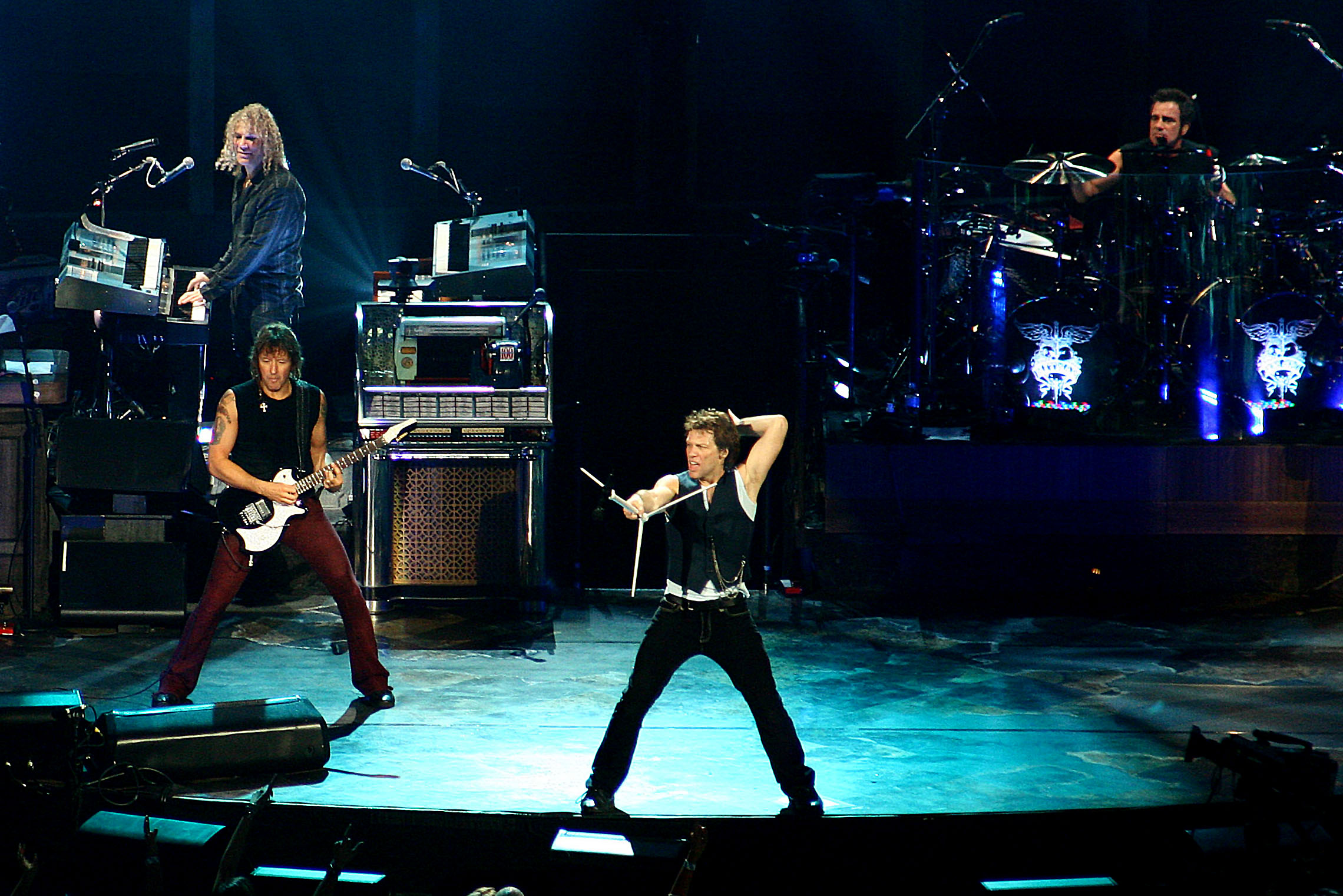
L'album le plus vendu de Bon Jovi, Slippery When Wet et ses 28 millions de disques vendus ont popularisé le glam metal ; trois tubes du groupe sont d'ailleurs issus de cet album[88],[89].
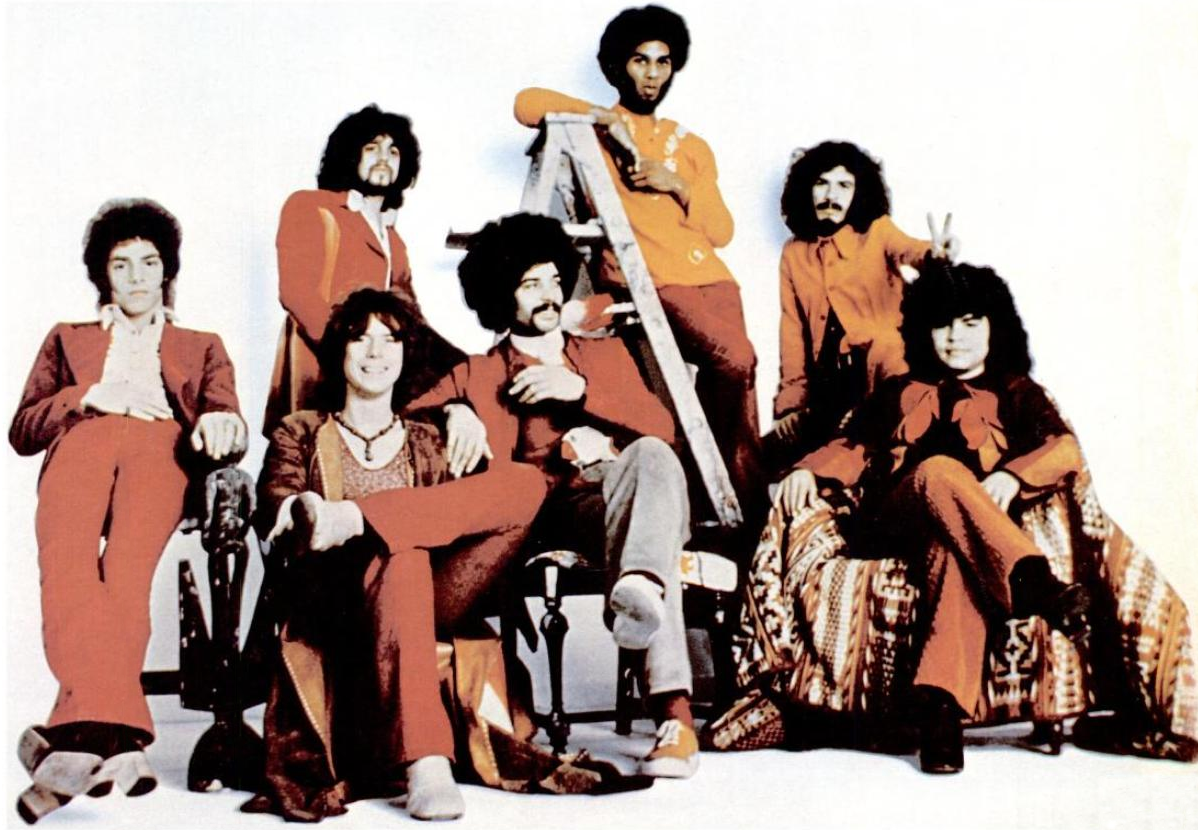
Plusieurs records sont détenus par Supernatural de Santana, dont celui d'album le plus vendu par un artiste hispanique et celui du plus grand nombre de Grammy Awards reçus par un groupe[90].
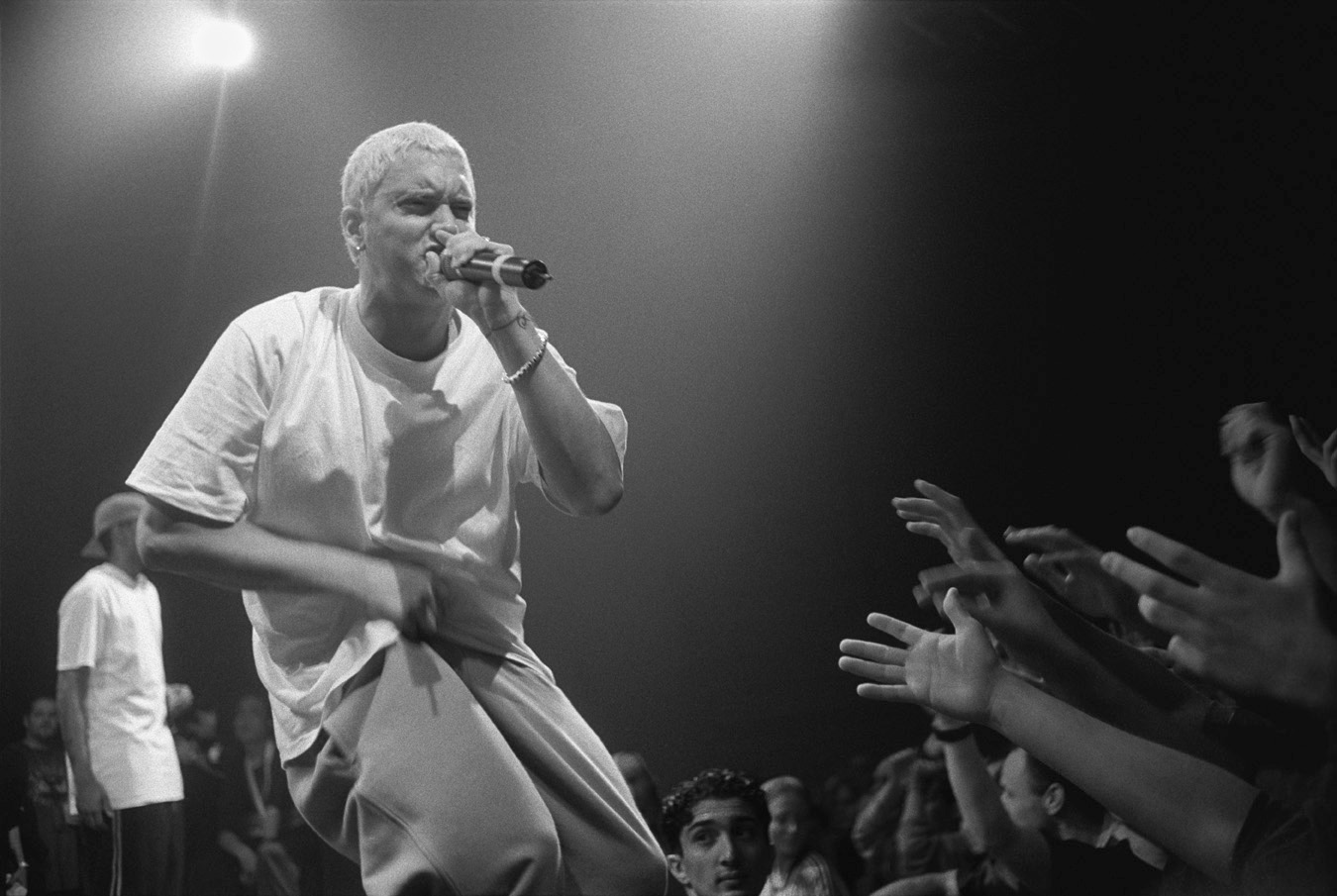
Écoulé à 27 millions de copies et certifié disque de diamant aux États-Unis, The Marshall Mathers LP est le plus gros succès commercial d'Eminem[80],[91].
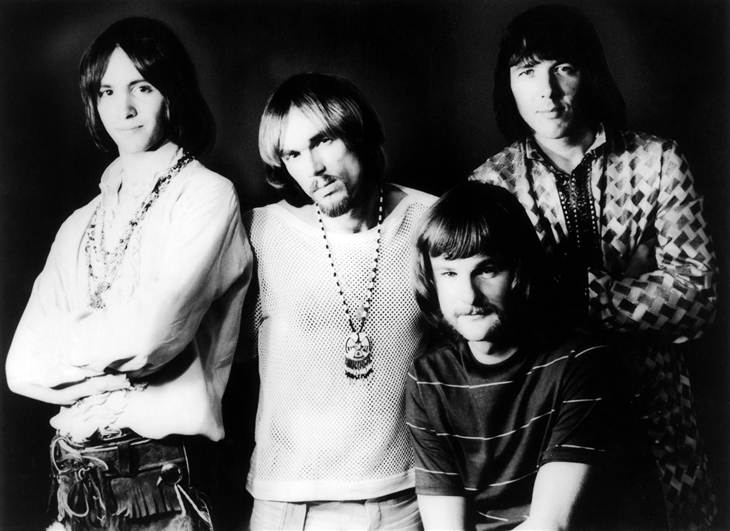
Sorti en 1968, le succès d'In-A-Gadda-Da-Vida du groupe Iron Butterfly repose en grande partie sur son titre éponyme, qui est lui-même devenu un tube après sa parution en single[92].

| Artiste                    | Album                      | Année | Ventes (en millions) | Type d'album    |
| -------------------------- | -------------------------- | ----- | -------------------- | --------------- |
| ABBA                       | ABBA Gold - Greatest Hits  | 1992  | 29,                  | Compilation     |
| Britney Spears             | ...Baby One More Time      | 1999  | 28 à 30,             | Album studio    |
| Bon Jovi                   | Slippery When Wet          | 1986  | 28,                  | Album studio    |
| Artistes divers            | Grease                     | 1978  | 28,                  | Bande originale |
| Santana                    | Supernatural               | 1999  | 27 à 30,             | Album studio    |
| Eminem                     | The Marshall Mathers LP    | 2000  | 27,                  | Album studio    |
| Artistes divers            | Le Roi lion                | 1994  | 26                   | Bande originale |
| Madonna                    | True Blue                  | 1986  | 26                   | Album studio    |
| Eric Clapton               | Unplugged                  | 1992  | 26,                  | Album live      |
| Iron Butterfly             | In-A-Gadda-Da-Vida         | 1968  | 25 à 30,             | Album studio    |
| U2                         | The Joshua Tree            | 1987  | 25 à 28,             | Album studio    |
| Norah Jones                | Come Away with Me          | 2002  | 25 à 26,             | Album studio    |
| Mariah Carey               | Daydream                   | 1995  | 25                   | Album studio    |
| Phil Collins               | No Jacket Required         | 1985  | 25                   | Album studio    |
| Hootie and the Blowfish    | Cracked Rear View          | 1994  | 25,                  | Album studio    |
| Whitney Houston            | Whitney Houston            | 1985  | 25                   | Album studio    |
| Bob Marley and the Wailers | Legend                     | 1984  | 25,                  | Compilation     |
| Queen                      | Greatest Hits              | 1981  | 25                   | Compilation     |
| Simon and Garfunkel        | Bridge over Troubled Water | 1970  | 25                   | Album studio    |

## Plus de20 millionsd'exemplaires vendus

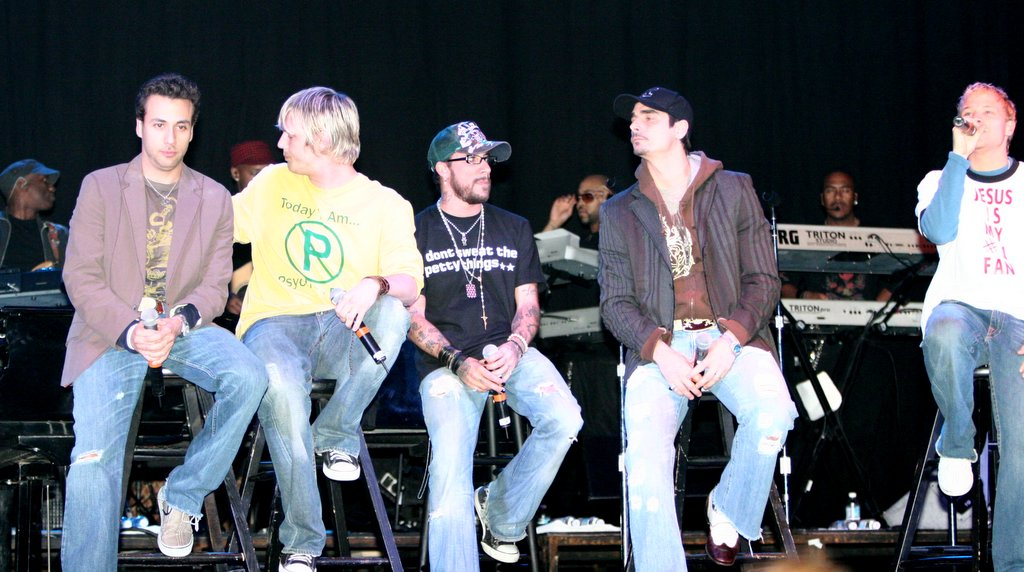
Considéré comme le boys band le plus vendeur de tous les temps, les Backstreet Boys ont trois de leurs albums vendus à au moins 24 millions d'exemplaires : Backstreet's Back (1997), Millennium (1999) et Black & Blue (2000)[118],[119],[120].
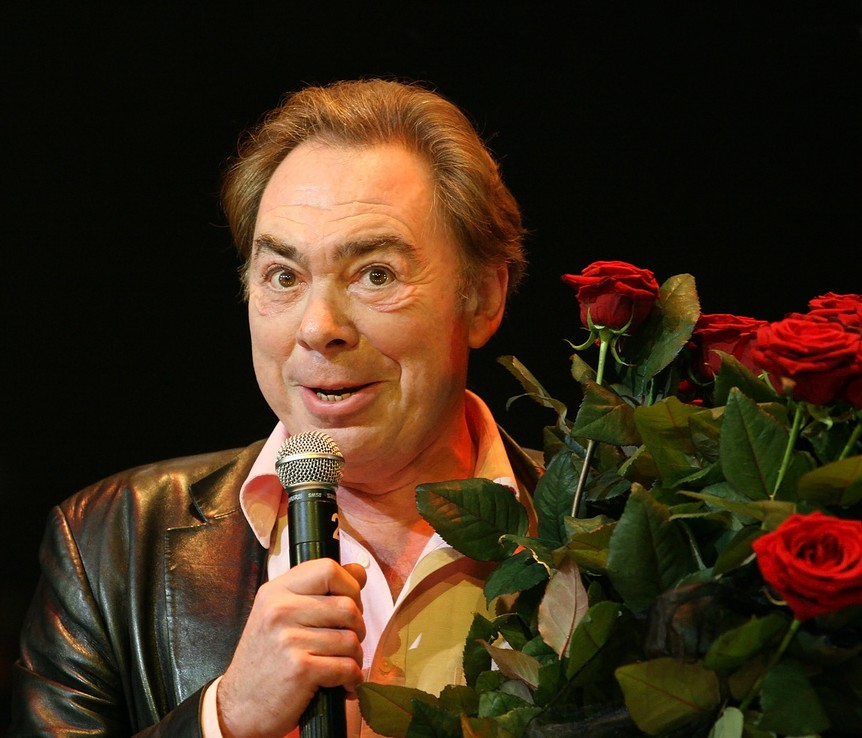
La bande originale de la comédie musicale The Phantom of the Opera, composée par Andrew Lloyd Webber, s'est écoulée entre 24 et 40 millions de copies[121],[122].
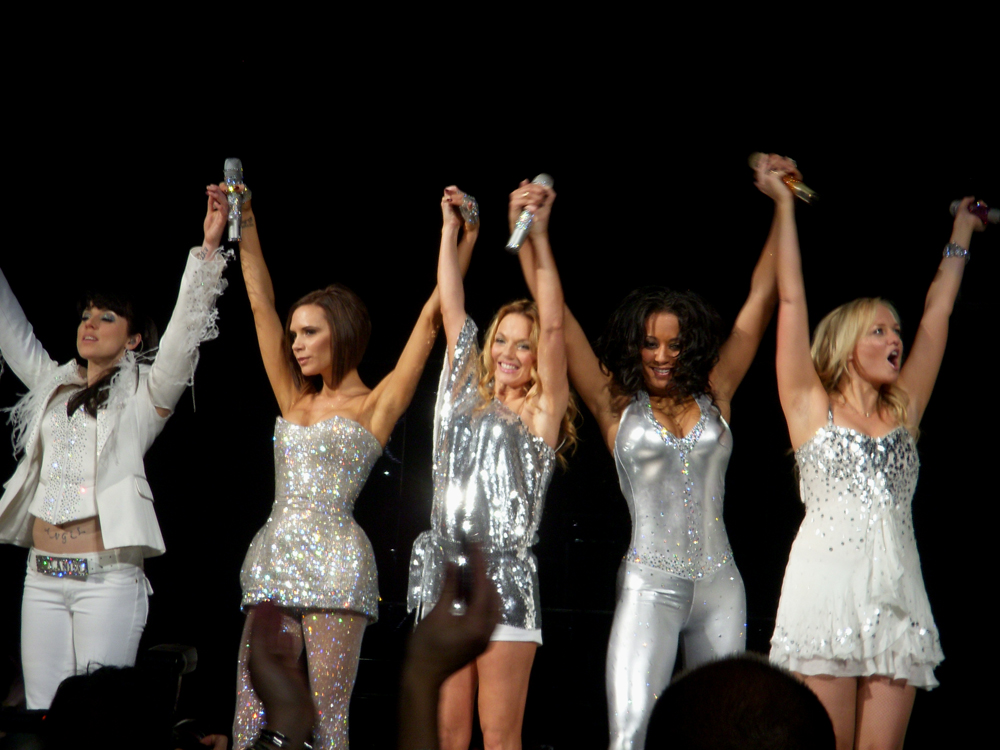
Les deux premiers albums des Spice Girls, Spice de 1996 et Spiceworld de 1997, se sont tous les deux vendus à plus de 20 millions d'exemplaires[123].
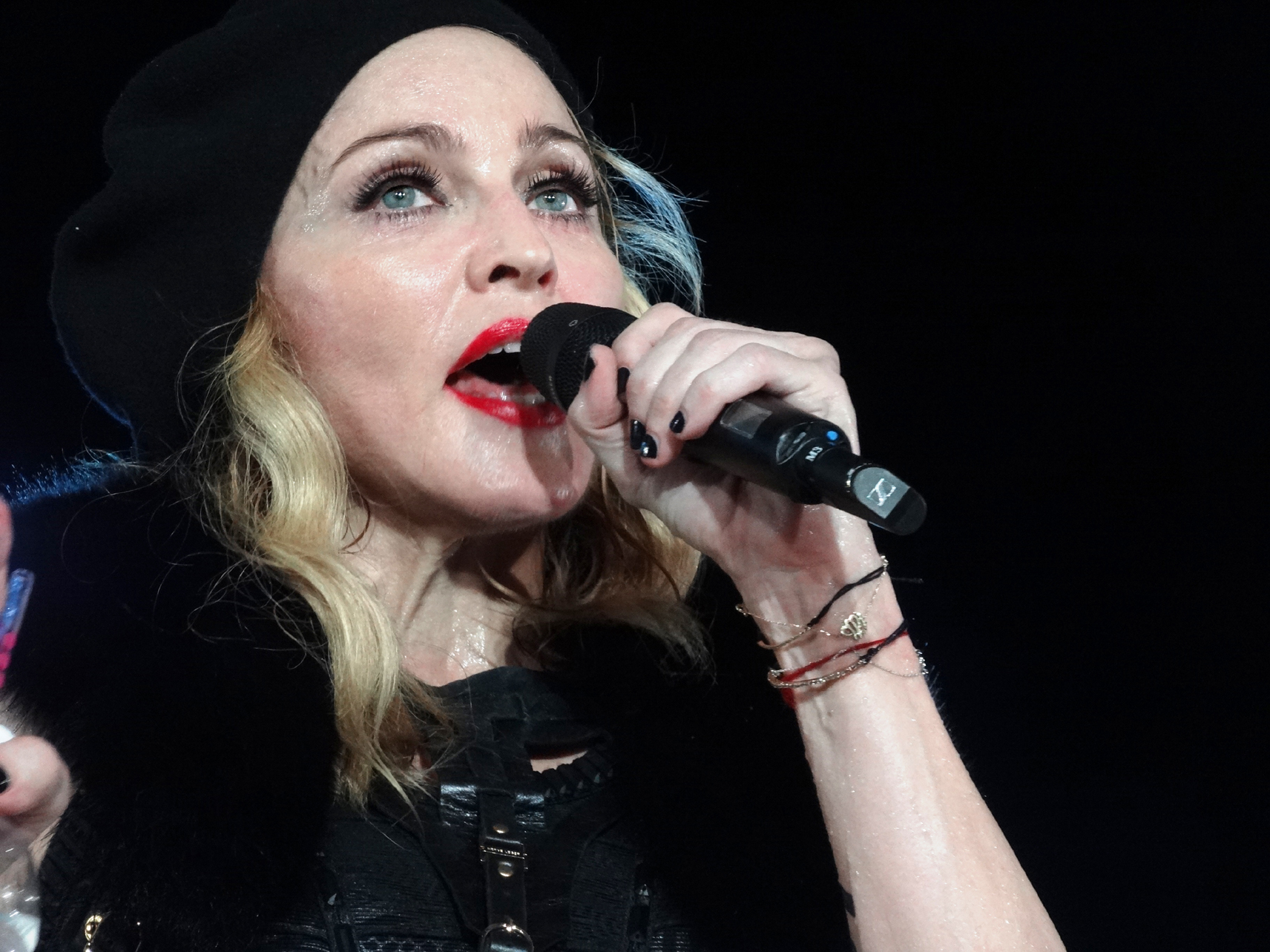
Quatre albums de Madonna ont des ventes estimées à plus de 20 millions : Like a Virgin (1984), True Blue (1986), The Immaculate Collection (1990) et Ray of Light (1998)[80],[77],[78],[100],[124],[125],[126].
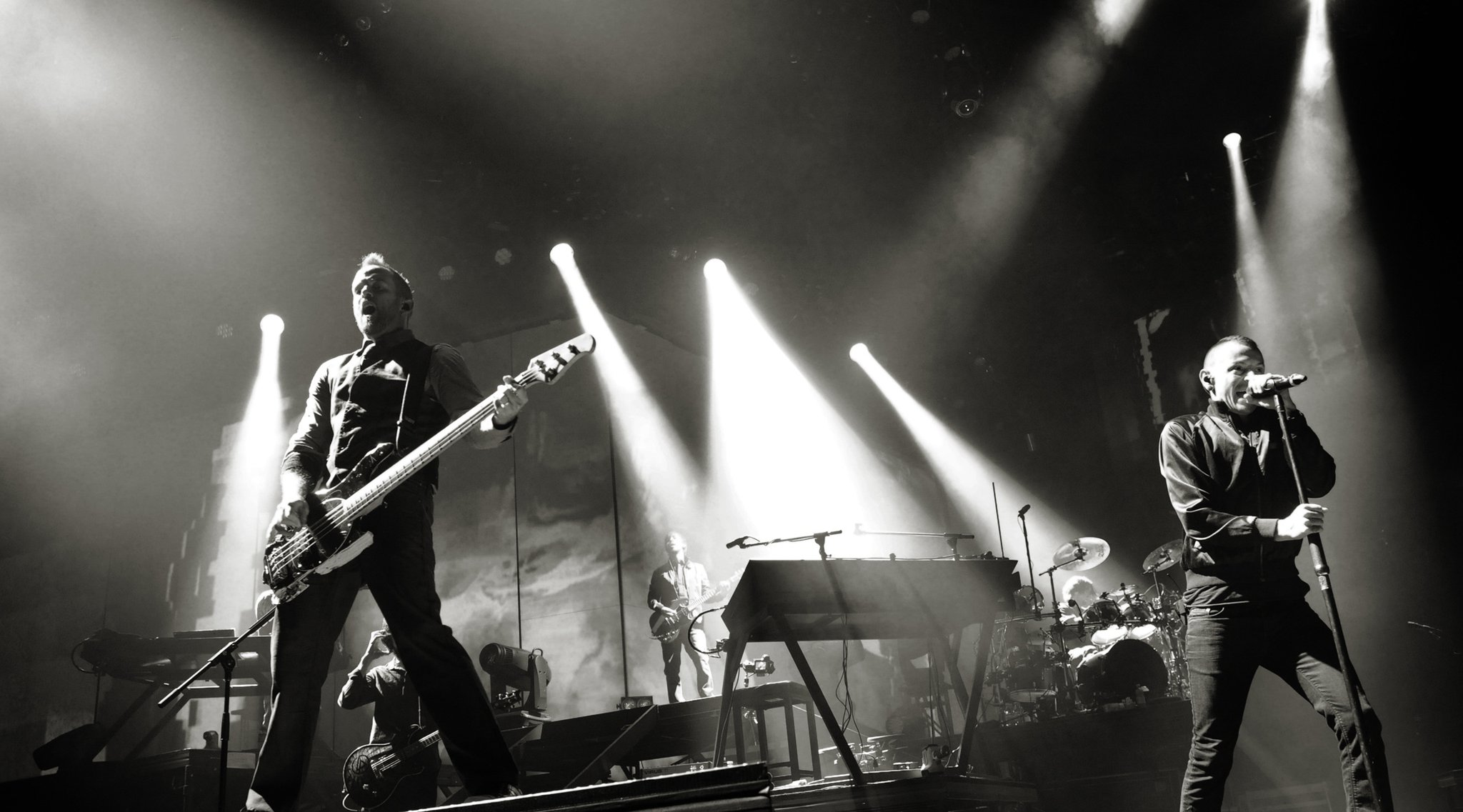
Hybrid Theory est le premier album de Linkin Park, ainsi que l'un des albums les plus vendus des années 2000 en raison de ses ventes estimées entre 24 et 27 millions d'exemplaires[127],[128].

| Artiste                   | Album                                      | Année | Ventes (en millions) | Type d'album    |
| ------------------------- | ------------------------------------------ | ----- | -------------------- | --------------- |
| Backstreet Boys           | Millennium                                 | 1999  | 24 à 40,             | Album studio    |
| Andrew Lloyd Webber       | The Phantom of the Opera                   | 1986  | 24 à 40,             | Bande originale |
| Spice Girls               | Spice                                      | 1996  | 24 à 30,             | Album studio    |
| Backstreet Boys           | Backstreet's Back                          | 1997  | 24 à 28,             | Album studio    |
| Linkin Park               | Hybrid Theory                              | 2000  | 24 à 27,             | Album studio    |
| Backstreet Boys           | Black & Blue                               | 2000  | 24                   | Album studio    |
| Ace of Base               | Happy Nation / The Sign                    | 1992  | 23                   | Album studio    |
| Carole King               | Tapestry                                   | 1971  | 22 à 25,             | Album studio    |
| TLC                       | CrazySexyCool                              | 1994  | 22 à 23,             | Album studio    |
| Dido                      | No Angel                                   | 1999  | 22                   | Album studio    |
| Céline Dion               | All The Way... A Decade of Song            | 1999  | 22                   | Compilation     |
| Eminem                    | The Eminem Show                            | 2002  | 22                   | Album studio    |
| Cyndi Lauper              | She's So Unusual                           | 1983  | 22,                  | Album studio    |
| Ricky Martin              | Ricky Martin                               | 1999  | 22                   | Album studio    |
| Oasis                     | (What's the Story) Morning Glory?          | 1995  | 22,                  | Album studio    |
| Madonna                   | Like a Virgin                              | 1984  | 21 à 25,             | Album studio    |
| Bee Gees                  | Spirits Having Flown                       | 1979  | 20 à 30,             | Album studio    |
| Adele                     | 25                                         | 2015  | 20                   | Album studio    |
| The Beatles               | The Beatles                                | 1968  | 20                   | Album studio    |
| Blondie                   | Parallel Lines                             | 1978  | 20,                  | Album studio    |
| Andrea Bocelli            | Romanza                                    | 1997  | 20                   | Compilation     |
| Bon Jovi                  | Cross Road                                 | 1994  | 20                   | Compilation     |
| Boston                    | Boston                                     | 1976  | 20,                  | Album studio    |
| Toni Braxton              | Secrets                                    | 1996  | 20,                  | Album studio    |
| Tracy Chapman             | Tracy Chapman                              | 1988  | 20,                  | Album studio    |
| Cher                      | Believe                                    | 1998  | 20                   | Album studio    |
| Creed                     | Human Clay                                 | 1999  | 20                   | Album studio    |
| Billy Ray Cyrus           | Some Gave All                              | 1992  | 20,                  | Album studio    |
| Def Leppard               | Hysteria                                   | 1987  | 20,                  | Album studio    |
| Céline Dion               | The Colour of My Love                      | 1993  | 20,                  | Album studio    |
| Green Day                 | Dookie                                     | 1994  | 20                   | Album studio    |
| Janet Jackson             | Janet.                                     | 1993  | 20                   | Album studio    |
| Janet Jackson             | Janet Jackson's Rhythm Nation 1814         | 1989  | 20                   | Album studio    |
| Michael Jackson           | HIStory: Past, Present and Future – Book I | 1995  | 20                   | Album studio    |
| Michael Jackson           | Off the Wall                               | 1979  | 20,                  | Album studio    |
| Whitney Houston           | Whitney                                    | 1987  | 20                   | Album studio    |
| Avril Lavigne             | Let Go                                     | 2002  | 20                   | Album studio    |
| Madonna                   | Ray of Light                               | 1998  | 20                   | Album studio    |
| George Michael            | Faith                                      | 1987  | 20,                  | Album studio    |
| Elvis Presley             | Elvis' Christmas Album                     | 1957  | 20                   | Album studio    |
| Prince and the Revolution | Purple Rain                                | 1984  | 20,                  | Bande originale |
| Queen                     | Made in Heaven                             | 1995  | 20                   | Album studio    |
| Lionel Richie             | Can't Slow Down                            | 1983  | 20                   | Album studio    |
| Shakira                   | Laundry Service                            | 2001  | 20                   | Album studio    |
| Britney Spears            | Oops!... I Did It Again                    | 2000  | 20                   | Album studio    |
| Spice Girls               | Spiceworld                                 | 1997  | 20                   | Album studio    |
| Barbra Streisand          | Guilty                                     | 1980  | 20                   | Album studio    |
| Supertramp                | Breakfast in America                       | 1979  | 20,                  | Album studio    |
| Tina Turner               | Private Dancer                             | 1984  | 20,                  | Album studio    |
| Shania Twain              | The Woman in Me                            | 1995  | 20,                  | Album studio    |
| Shania Twain              | Up!                                        | 2002  | 20                   | Album studio    |
| Usher                     | Confessions                                | 2004  | 20                   | Album studio    |
| Artistes divers           | Flashdance                                 | 1983  | 20,                  | Bande originale |
| The Who                   | Tommy                                      | 1969  | 20,                  | Album studio    |
| Album studio              |                                            |       |                      |                 |